# 仙台エリ
仙台 エリ（せんだい エリ、1981年10月30日 - ）は、日本の女性声優、女優。グリーンノート代表。ドワンゴクリエイティブスクール声優講師。東京都出身。既婚者で、1児の母。
声優としての代表作に『メダロット』（甘酒アリカ）、『遊☆戯☆王デュエルモンスターズGX』（早乙女レイ）、『Yes!プリキュア5』シリーズ（ミルク / 美々野くるみ / ミルキィローズ）、『爆丸バトルブローラーズ』（ルノ）、『未来日記』（春日野椿〈6th〉）、『まほうつかいの箱』（桂木千鍵）。

## 経歴
1989年に劇団ひまわりに入団。その後、ドラマやバラエティー番組などにも出演。
声優デビューは小学校時代のソニーの『キララバッソ』のテレビCMだったと語り、その時はオーディション本番という特殊な収録だったという。アニメでのデビューは1997年公開・発売のOVA『ジャングルDEいこう!』。
2001年から4年ほど、上海ジェットという劇団にも所属し舞台にも出演していた。2002年に東海大学短期大学部（高輪キャンパス）卒業。その後、2004年から2009年5月末まで東京俳優生活協同組合に所属していた。フリー期間を経て、同年7月よりぷろだくしょんバオバブに所属。2011年1月1日より再度フリーとなるが、その後同年2月14日付でアークレイ（現：アミュレート
）に所属したことを発表。その後2019年6月24日付で三度フリーとなったことを自身のブログとTwitterで発表した。2020年7月27日に個人事務所としてグリーンノートを設立することを発表した。
2014年10月29日に放送された自身のラジオ番組『仙台エリのナチュラルパンケーキ』内で、結婚を発表。2015年11月6日自身のブログにて、第1子となる女児を出産したことを報告した。

## 人物・エピソード
声種はメゾソプラノ。
杉田智和によって「エリセンダイザー」というニックネームを付けられた。同様に杉田によって「ミカコング先輩」というニックネームを付けられた親友の高橋美佳子と共に、ラジオ番組で彼について言及することも多い。他には、大浦冬華や鹿野優以、宮川美保と仲が良く、5人で遊ぶことが多い。
ラジオでは、無意識に下ネタを盛り込むことがある。高橋美佳子曰く「仙台エリではなく、仙台エロである」とのこと。イラストが上手く、『えりとえみりのらじおふぁいなる・あぷろーちポータブル』では、同じくイラストが上手い加藤英美里と共に、番組の対決コーナーで描いたイラスト入りのサイン色紙をリスナープレゼントにしたことがある。
面識はないが、プロサッカー選手の中村憲剛は久留米高校の1年先輩。誕生日は1日違いである。
趣味・好きなものは読書、文房具集め、お酒、写真、デザイン。特技はイラストレーター・フォトショップを使ったデザイン、タロット占い。

### プリキュアシリーズ
「プリキュアシリーズ」に縁が深く計4作品に出演している。
久保田志穂
シリーズ1・2作目の『ふたりはプリキュア』および『ふたりはプリキュア Max Heart』では、準レギュラーであり、主人公の1人である美墨なぎさの親友・久保田志穂役を2年に渡り演じた。『Max Heart』の打ち上げでは、志穂の相方的存在・高清水莉奈役だった徳光由禾から「じゃあ、またね。幸せになってね」と言われた際に感極まり、徳光共々号泣したが、作品の打ち上げで泣いたのはこのときが初めてだったという。終了後の心境について、「2年間、毎週同じ時間に会ってた人と会わなくなるのは凄く寂しい」と発言しており、後にシリーズ最終参加作『Yes!プリキュア5GoGo!』が最終回を迎えた際には、『5』シリーズで演じた役柄と共に、志穂にも感謝の意を述べていた。
プリキュア関連のインタビューやイベントでは、後述のミルク / 美々野くるみ / ミルキィローズ役として呼ばれることがほとんどであり、志穂役について触れる機会は少ないが、プリキュア出演者の多くが集まった・ライブ「SUPER TEUCHI LIVE☆ 〜1日限りの大集合!!」では、志穂役としての経歴に触れられたこともあって、久々に志穂の口癖を披露した。
ミルク / 美々野くるみ / ミルキィローズ
『Yes!プリキュア5』では、当初・夏木りん / キュアルージュ役としてオーディションに参加したが選ばれず、作品前半は出演していない。誰に決まったのかが気になり確認した際、主人公の夢原のぞみ / キュアドリーム役が、それまで少年役ばかり演じていた三瓶由布子だったため、非常に驚いたという。
しばらく後、中盤より登場することになるミルク役のオーディションに参加、この際に集まった参加者の中で、最初に演技をするよう言われ、「自分を受からせる気はないな」と思ったという。麻生一宏は、「過去の（プリキュア）作品に出演していたので、雰囲気に慣れているだろうと思ったから」と、後にその理由を説明している。オーディションの合否は本人に伝わらず、ある日スケジュールにバンダイの予定が入っており、事務所に確認したことで、初めてミルク役に受かったことを知ったという。
続編の『Yes!プリキュア5GoGo!』では、ミルクは人間の姿・美々野くるみに変身できるようになり、また戦士・ミルキィローズとしてプリキュアと共に戦う展開となった。スタジオにあったローズの絵をみて、「かわいいですね」と言ったところ、スタッフから「君だよ」と返されて初めてそのことを知り、驚いたという。声優になった頃から「ちびっこが見る作品で変身ヒロインやりたい」が口癖だったため、それが「プリキュアシリーズ」において叶ったことは2倍嬉しかったと語っている。
ローズを演じていた期間中、帰省すると親類の子どもたちからは本物のローズが来たかのように興奮され、何かセリフをやるようせがまれることも多かった。しかし、いざやってみせると「似てない」と言われたこともあった。他にも、誕生日などにミルキィローズとして小さな子どもに電話をかけたことが多々あり、「本当に信じてくれているから楽しい」「声優になって良かったと思った瞬間」と語っている。
作品の終了後も、プリキュア関連のイベントでは、主演だった三瓶共々『5』シリーズの代表として登場する機会は多い。

## 出演
太字はメインキャラクター。

### テレビアニメ
1998年
- 南海奇皇（島原夕姫）

1999年
- メダロット（1999年 - 2001年、アリカ） - 2シリーズ

2000年
- ビックリマン2000（レスQ天女）

2001年
- 遊☆戯☆王デュエルモンスターズ（メアリー姫）

2002年
- 攻殻機動隊 STAND ALONE COMPLEX（絵描の少女）

2003年
- WOLF'S RAIN（レアラ）
- GUNSLINGER GIRL（トリエラ）

2004年
- 風人物語（女の子4）
- ふたりはプリキュア（2004年 - 2006年、志穂） - 2シリーズ
- 舞-HiME（野々宮 清音）

2005年
- ガンパレード・オーケストラ（鈴木真央）
- 極上生徒会（桜梅歩、桜梅有楽人）
- ネポス・ナポス（パンナ）
- はっぴぃセブン 〜ざ・テレビまんが〜（北山くあん）
- ロックマンエグゼ シリーズ（2005年 - 2006年、メイドB、アイリス）　- 3シリーズ
- 遊☆戯☆王デュエルモンスターズGX（早乙女レイ）

2006年
- 彩雲国物語（2006年 - 2007年、香鈴） - 2シリーズ
- 砂沙美☆魔法少女クラブ（田崎ちな子）
- ちょこッとSister（川越はるま〈幼少時代〉）
- NIGHT HEAD GENESIS（天元早紀枝）
- xxxHOLiC（彩花）
- よみがえる空 -RESCUE WINGS-（本郷あつこ）

2007年
- Yes!プリキュア5（2007年 - 2009年、ミルク / 美々野くるみ / ミルキィローズ） - 2シリーズ
- ウエルベールの物語 〜Sisters of Wellber〜（2007年 - 2008年、シェリー） - 2シリーズ
- ドラゴノーツ -ザ・レゾナンス-（ホシ・ナナミ）
- 爆丸バトルブローラーズ（美咲琉乃 / ルノ）
- ムシウタ（杏本万葉）
- ゆめだまや奇談（綾子）
- ロケットガール（森田ゆかり）

2008年
- シゴフミ（美川文歌、綾瀬明日奈）
- 秘密 〜The Revelation〜（仙道みちる）

2009年
- クプ〜!!まめゴマ!（サマンサちゃん、キョウコ、カズヤ、主婦）
- 黒神 The Animation（マカナ）
- 鋼殻のレギオス（ミィフィ・ロッテン）
- しゅごキャラ!!どきっ（音美）
- ミラクル☆トレイン〜大江戸線へようこそ〜（倫子）

2010年
- あそびにいくヨ!（石嶺愛子）
- それでも町は廻っている（嵐山雪子）
- 爆丸バトルブローラーズ ニューヴェストロイア（美咲瑠乃 / ルノ）

2011年
- 神様ドォルズ（スオー）
- 未来日記（春日野椿〈6th〉）
- ラストエグザイル-銀翼のファム-（マリアンヌ）

2012年
- ガールズ&パンツァー（カエサル、秋山好子、赤星小梅）
- CØDE:BREAKER（高津あおば）
- 中二病でも恋がしたい！（2012年 - 2014年、小鳥遊十花） - 2シリーズ
- トリコ（サフラ）

2013年
- アドリブアニメ研究所（エリたん）
- D.C.III 〜ダ・カーポIII〜（メアリー・ホームズ）

2014年
- ガイストクラッシャー（黒曜ホノカ）
- 大図書館の羊飼い（鈴木佳奈）
- ディーふらぐ!（神泉 / アイル）
- ハピネスチャージプリキュア!（ミルキィローズ）
- マジンボーン（島谷早穂）
- レディ ジュエルペット（レディ・みずき）

2016年
- 金田一少年の事件簿R（霧谷凛）

2017年
- ノラと皇女と野良猫ハート（黒木未知）

2018年
- ムヒョとロージーの魔法律相談事務所（岡崎妙子）

2023年
- キボウノチカラ〜オトナプリキュア'23〜（美々野くるみ）

### 劇場アニメ
- 人狼 JIN-ROH（2000年、阿川七生）
- プリキュアシリーズ（2005年 - 2021年、ミルク / 美々野くるみ / ミルキィローズ、久保田志穂） - 10作品[注 3]
- いばらの王 -King of Thorn-（2010年、シズク・イシキ[67]）
- 中二病でも恋がしたい!シリーズ（2013年 - 2018年、小鳥遊十花[68][69]） - 2作品
- ガールズ&パンツァー 劇場版（2015年、カエサル、秋山好子、赤星小梅）

### OVA
1997年
- ジャングルDEいこう!（那柘美・ミイ）

1998年
- 鉄拳 -TEKKEN-（少女時代の準）

2004年
- サングラスをかけた盲導犬（彩音）※赤い羽根アニメーションビデオ

2005年
- GUNDAM EVOLVE../10 MSZ-010 ΖΖ-GUNDAM（リィナ・アーシタ）

2006年
- FREEDOM（チヨ）

2009年
- TMエースおまけ劇場 アーネンエルベへようこそ！-Fate/wondering journey-（桂木千鍵）※TYPE-MOONエース Vol.4 付録

2010年
- けいおん!（テレビ未放映分）（アヤ）

2011年
- あそびにいくヨ!おーぶいえーであそびきにました!!OVAすぺしゃる（石嶺愛子）

2012年
- CØDE:BREAKER 「code:extra 1・2・3 & Plus1」（高津あおば / ライム）※コミック第22巻DVD付き限定版

2013年
- カーニバル・ファンタズム Special season（桂木千鍵）※2012年7月TYPE-MOON10周年記念「TYPE-MOON Fes.」先行公開
- 未来日記リダイヤル（春日野椿〈6th〉）

2014年
- ガールズ&パンツァー「これが本当のアンツィオ戦です!」（カエサル）

2017年
- ガールズ&パンツァー 最終章（2017年 - 2023年、カエサル、赤星小梅、秋山好子）

### Webアニメ
2009年
- GIRLS☆BATTLE アロ恵（アロ恵）
- モンドガール アロ恵（アロ恵）

2010年
- Halo Legends（ポム）
- Career☆Girl アロ恵（アロ恵）
- ビッグガール アロ恵（アロ恵）
- BABY&GIRL アロ恵（アロ恵）
- BOY MEETS GIRL アロ恵（アロ恵）

2021年
- 岩崎本舗（彼女）
- カインズ研究所（助手のギャル）

### ゲーム
2000年
- メダロット3（甘酒アリカ）

2001年
- メダロット4（甘酒アリカ）

2003年
- メダロットBRAVE（甘酒アリカ）

2005年
- 極上生徒会（桜梅歩）

2006年
- Elebits（カイ）
- 神業-KAMIWAZA-（すずな）
- ガンパレード・オーケストラ 白の章 〜青森ペンギン伝説〜（鈴木真央）
- 天誅 千乱
- 幻想水滸伝V（リオン）
- 水の旋律2 〜緋の記憶〜（白石陽菜）
- 遊☆戯☆王デュエルモンスターズGX タッグフォース（早乙女レイ）

2007年
- 悪魔城ドラキュラ Xクロニクル（テラ）
- 名探偵コナン 追憶の幻想（春日もえ）
- 遊☆戯☆王デュエルモンスターズGX タッグフォース2（早乙女レイ）

2008年
- アルカナハート2（アンジェリア・アヴァロン）
  - すっごい!アルカナハート2 〜転校生 あかねとなずな〜（アンジェリア・アヴァロン）

- Yes!プリキュア5GoGo! 全員しゅーGo!ドリームフェスティバル（美々野くるみ / ミルキィローズ）
- エレビッツ カイとゼロの不思議な旅（カイ）
- Φなる・あぷろーち2 〜1st priority〜（来住美咲桜）
- 遊☆戯☆王デュエルモンスターズGX タッグフォース3（早乙女レイ）

2009年
- アルカナハート3（アンジェリア・アヴァロン）
- Φなる・あぷろーち2 ポータブル（来住美咲桜）
- Le Ciel Bleu 〜ル・シエル・ブルー〜（リカ）

2010年
- 黄金夢想曲（フルフル）
- ハートキャッチプリキュア! おしゃれコレクション（美々野くるみ）
- ぱすてるチャイムContinue（茶子ヶ谷陶子）
- Fallout: New Vegas（ジュリー・ファーカス、Dr.ウサナギ）

2011年
- うみねこのなく頃に散 〜真実と幻想の夜想曲〜（フルフル）
- DUNAMIS15（櫟井夏來）
- 遊☆戯☆王ゼアル デュエルターミナル（早乙女レイ）

2012年
- D.C.III 〜ダ・カーポIII〜（メアリー・ホームズ）
- 未来日記 13人目の日記所有者 RE:WRITE（春日野椿）

2013年
- 碧空のグレイス（キャラクターボイス〈男〉-04）
- 解放少女 SIN（倭守麗）
- D.C.III Plus 〜ダ・カーポIII プラス〜（メアリー・ホームズ）
- デカロン（ハーフバギ）
- 華ヤカ哉、我ガ一族 黄昏ポウラスタ（芦田カヨ子）

2014年
- アルカナハート3 LOVE MAX!!!!!（アンジェリア・アヴァロン）
- ウチの姫さまがいちばんカワイイ（指揮姫 タクティ・コード）
- CHAOS;CHILD（蒼崎夢）
- ガールズ&パンツァー 戦車道、極めます!（カエサル〈鈴木貴子〉）
- グリモア〜私立グリモワール魔法学園〜（雀明鈴）
- 超女神信仰 ノワール 激神ブラックハート（ジェネリア・G）
- へし折れ! ケータイさん（桂木千鍵）
- 妖怪百姫たん!（化け狸）
- LINE ゲットリッチ(ゲーム進行ボイス)

2015年
- 大図書館の羊飼い -Library Party-（鈴木佳奈）
- 華ヤカ哉、我ガ一族 幻燈ノスタルジィ（芦田カヨ子）

2016年
- ルフランの地下迷宮と魔女ノ旅団（ドロニア）
- かんぱに☆ガールズ（ファナリル・ネイ、レニ・ヘルツォーク、ハーモニクス・アクス）

2017年
- クランク・イン（村雲望）
- かまいたちの夜 輪廻彩声（篠崎みどり）
- 桜花裁き 斬（河合小梅）
- 千の刃濤、桃花染の皇姫（宮国朱璃）
- ノラと皇女と野良猫ハート（黒木未知）
- プリキュア つながるぱずるん（美々野くるみ / ミルキィローズ）

2018年
- ガールズ&パンツァー ドリームタンクマッチ（カエサル、赤星小梅）
- マチガイブレイカー（ミセリコルデ）

2019年
- エンゲージプリンセス（セツナ）
- 遊戯王 デュエルリンクス（早乙女レイ）
- ノラと皇女と野良猫ハート2（黒木未知）

2020年
- メダロットS（甘酒アリカ）
- テイルズ オブ クレストリア（ニッキュ）

2021年
- うみねこのなく頃に咲 〜猫箱と夢想の交響曲〜（フルフル）
- ぷよぷよ!!クエスト（美々野くるみ）
- 東方ダンマクカグラ（古明地さとり）
- アークナイツ（トギフォンス）

2024年　
- 東方スカーレットディアブロ（レミリア・スカーレット）
- Fate/Grand Order（阿曇磯良〈桂木千鍵〉）

### ドラマCD
2006年
- ガンパレード・オーケストラ（鈴木真央）

2007年
- ウエルベールの物語 ドラマCD（シェリー）
- おねがい☆チュータ（星祭遥香）

2008年
- ちょこっとヒメ（しろこ）
- 伯爵と妖精 紳士の射止めかた教えます（ナイチンゲール）

2009年
- されど罪人は竜と踊る Dances with the Dragons（ナリシア）

2010年
- まほうつかいの箱 シリーズ（桂木千鍵）
  - 狙われたアーネンエルベ　※コミックマーケット79にて先行販売。
  - 赤いケータイさん ※『コンプティーク』2010年11月号付録
  - 沈黙のルビーアルマゲインパクト ※『月刊コンプエース』2010年12月号付録

2011年
- じゅれみっくす（真星千鶴）
- TYPE-MOON 10周年記念ドラマCD 恐怖・人類未踏の地底大洞窟! 喫茶店地下666メートルの秘境に幻の美少年を見た!!（桂木千鍵）※『コンプティーク』2011年8月号付録

2012年
- まほうつかいの箱 スターリット・マーマレード（桂木千鍵）

2013年
- まほうつかいの箱 スターリット・マーマレード VOL.2（桂木千鍵）
- 世界樹の迷宮IV 囚われの巫女と三姉弟（キリカ・ヴァラディ）

2014年
- アンソロジードラマCD まほうつかいの箱 アラカルト（桂木千鍵）※コミックマーケット85にて先行販売。
- 拷問魔法少女ドゥームズ・デー・アヤネ（アサエモン）

### 吹き替え

#### 映画（吹き替え）
- エアフォース・ワン（アリス・マーシャル〈リーゼル・マシューズ〉）※ソフト版
- 壊滅暴風圏/カテゴリー6（リンゼイ・ベンソン）※テレビ東京版
- 弾突 DANTOTSU（ベッキー〈リディア・ジョーダン〉）
- ナポレオン・ダイナマイト（デビー〈ティナ・マジョリーノ〉）
- 僕はラジオ
- ミクロキッズ3（ジェニー・サリンスキー〈アリソン・マック〉）
- 理想の彼氏（セイディ〈ケリー・グールド〉）

#### ドラマ
- スーパーナチュラル #10（キャサリン）
- デスパレートな妻たち5 #17
- リジー&Lizzie（ミランダ〈ラレイン〉）

### 実写
- 気分はワイルド 〜飛び出せ大自然へ〜（1995年 - 1996年）ガッキーズ・エリ
- 花の声優界! スター☆ボウリング 人生投げずに玉投げて。みなさまのおかげサマーですSP（2007年8月19日、AT-X）
- 櫻井孝宏の（笑）（AT-X） - #14ゲスト

### テレビドラマ
- 世にも奇妙な物語「記憶の沼」（1991年）
- 特救指令ソルブレイン 第42話「グラブに誓う復讐」（1991年）
- 恐竜戦隊ジュウレンジャー 第11話「ご主人さま!」（1992年） - えり
- 女検事・霞夕子 第9作「青い指」（1993年3月30日）[111]
- 愛してるよ!（1993年）大崎小雪
- 家なき子（1994年） - 主人公のすず（安達祐実）のクラスメイト役
- のだめカンタービレ in ヨーロッパ（2008年） - ナレーション

### 映画
- 大病人（1993年）
- のだめカンタービレ 最終楽章 前編（2009年）マングースの声[112]

### 音声作品
- 私立小戸入高校ASMR部活動記録〜囁きの妖精系JK愛莉鈴との密談〜（生田愛莉鈴）

### ラジオ
- アニメエクスタシー 〜波乗り!妄想系〜（ラジオ大阪：1998年4月 - 1998年12月）
- えりとえみりのらじおふぁいなる・あぷろーちポータブル（ニコニコアニメチャンネル：2008年12月17日 - 2009年3月25日）
- TYPE-MOON VOICE PHANTASM『ひびちからじお!』（アニメイトTV：2010年7月26日 - 2014年5月12日/終了）※隔週月曜日更新
- 煉獄のクルセイド 絶対服従ラジオ（HiBiKi Radio Station：2012年5月28日 - 9月24日）
- 仙台エリのナチュラルパンケーキ（TwitCasting：2013年7月7日 - 2014年3月26日）※不定期配信
- 仙台エリのナチュラルパンケーキ（超!A&G+ 2014年4月9日 -　2015年4月4日）※2015年1月より、放送曜日が毎週水曜から土曜に変更。
- エリを正してソデまくるラジオ（2016年4月1日 - ）
- ルフランの地下迷宮と魔女ノ旅団×日本一RADIO（HiBiKi Radio Station：2016年4月6日 - ）※隔週水曜日更新

#### ラジオCD
2010年
- DJCD ひびちからじお アーネンエルベへようこそ♪

2011年
- DJCD ひびちからじお
  - アーネンエルベへようこそ♪♪
  - アーネンエルベでお待ちしてます☆
  - アーネンエルベでお待ちしてます☆☆

2012年
- DJCD ひびちからじお!
  - DJCD ひびちからじお! ON THE BEACH
  - DJCD ひびちからじお! アーネンエルベの放課後

2013年
- DJCD ひびちからじお! アーネンエルベの放課後 Vol.2

### モーションコミック
- VOMIC 桜姫華伝（2009年、朝霧）
- VOMIC 桜姫華伝 外伝 朝霧雪伝（2010年、朝霧）

### CM
- コナミ『Elebits』（ナレーション）
- 『コンプティーク』2012年5月号発売CM（桂木千鍵）

### その他コンテンツ
- のだめカンタービレ 最終楽章 DVD映像特典「マングース日記」（2010年）マングースの声
- TYPE-MOON公式モバイルサイト「まほうつかいの箱」（桂木千鍵）
  - TYPE-MOON10周年記念「TYPE-MOON Fes.」（2012年7月8日 - 9日）
- NHKデジタル衛星ハイビジョン『夜のとばり』ナレーター
- 内田彩のもっとお水ください!（2014年 - 2016年、構成作家）[113]
- パチンコ CR楓魂（2014年、美命[114]）
- パチスロ シンデレラブレイド2（2014年、ネモフィラ[115]）
- パチスロ シンデレラブレイド3（2017年、ネモフィラ）

## ディスコグラフィ

### キャラクターソング
| 発売日   | 商品名                                                               | 歌 | 楽曲                                                      | 備考                                                       |
| 1998年   | 1998年                                                               | 1998年 | 1998年                                                    | 1998年                                                     |
| -------- | -------------------------------------------------------------------- | --- | --------------------------------------------------------- | ---------------------------------------------------------- |
| 6月17日  | 風の眠る島                                                           | 島原海潮（宮村優子）、島原魅波（住友優子）、島原夕姫（仙台エリ）                                             | 「風の眠る島」                                            | テレビアニメ『南海奇皇』オープニングテーマ                 |
| 1999年   |                                                                      | |                                                           |                                                            |
| 2月3日   | 南海奇皇 ネオランガ ボーカル+ドラマ・アルバム 〜 南海歌謡 ウタランガ | 島原夕姫（仙台エリ）                                                                                         | 「Count down」 「ねをらんぐあ音頭（夕姫ソロバージョン）」 | テレビアニメ『南海奇皇』関連曲                             |
| 4月28日  | 神to汝【カミトナレ】                                                 | 島原海潮（宮村優子）、島原魅波（住友優子）、島原夕姫（仙台エリ）                                             | 「So Far So Good」 「渇きの庭にて」                       | テレビアニメ『南海奇皇』エンディングテーマ                 |
| 2005年   |                                                                      | |                                                           |                                                            |
| 7月21日  | 恋する奇跡                                                           | 桂聖奈（佐久間紅美）、桜梅歩（仙台エリ）、矩継琴葉（植田佳奈）、桂みなも（辻あゆみ）                         | 「MY Friend」                                             | テレビアニメ『極上生徒会』関連曲                           |
| 11月10日 | 極上ベストアルバム 極上音楽集                                        | 桜梅歩（仙台エリ）                                                                                           | 「楽園のステージ」                                        | テレビアニメ『極上生徒会』関連曲                           |
| 12月21日 | GUNSLINGER GIRL Image Album「Poca felicita」                         | トリエラ（仙台エリ）                                                                                         | 「Biancaneve Bruno 〜白雪姫と8人の小人〜」                | テレビアニメ『GUNSLINGER GIRL』関連曲                      |
| 2008年   |                                                                      | |                                                           |                                                            |
| 6月4日   | ツイン・テールの魔法                                                 | ミルキィローズ（仙台エリ）                                                                                   | 「ミルク・ミラクル・ミルキィ伝説」                        | テレビアニメ『Yes!プリキュア5GoGo!』関連曲                 |
| 2009年   |                                                                      | |                                                           |                                                            |
| 5月13日  | GRADUATION×イチゴジャム                                              | アンナ（仙台エリ）                                                                                           | 「GRADUATION」                                            | ゲーム『Φなる・あぷろーち2 〜1st priority〜』関連曲        |
| 2012年   |                                                                      | |                                                           |                                                            |
| 5月23日  | シトラス・シリウス                                                   | 日比乃ひびき（本多陽子）、桂木千鍵（仙台エリ）                                                               | 「シトラス・シリウス」                                    | 携帯サイト『まほうつかいの箱』イメージソング               |
| 5月23日  | シトラス・シリウス                                                   | 桂木千鍵（仙台エリ）                                                                                         | 「あの空、Sunset Glow 」                                  | 携帯サイト『まほうつかいの箱』イメージソング               |
| 2017年   |                                                                      | |                                                           |                                                            |
| 8月25日  | ネ！コ！                                                             | パトリシア・オブ・エンド（高森奈津美）、黒木未知（仙台エリ）、夕莉シャチ（浅川悠）、明日原ユウキ（種﨑敦美） | 「ネ！コ！」                                              | テレビアニメ『ノラと皇女と野良猫ハート』オープニングテーマ |

### その他参加楽曲
| 発売日  | 商品名                   | 歌                                       | 楽曲                                         | 備考                                         |
| 1999年  | 1999年                   | 1999年                                   | 1999年                                       | 1999年                                       |
| ------- | ------------------------ | ---------------------------------------- | -------------------------------------------- | -------------------------------------------- |
| 8月27日 | 知恵と勇気だ! メダロット | 仙台エリ                                 | 「やっぱり君が好き!」                        | テレビアニメ『メダロット』エンディングテーマ |
| 2012年  |                          |                                          |                                              |                                              |
| 4月27日 | 至高のフルアルバム       | 富田麻帆、荒浪和沙、仙台エリ、佐久間紅美 | 「Mr.Music 4ガールズバージョン!!」           |                                              |
| 4月27日 | 至高のフルアルバム       | 仙台エリ                                 | 「狂躁ヒュプノシス」 「DICE」 「シンガソン」 |                                              |

### シリーズ一覧
1. ↑  第1期（1999年 - 2000年）、第2期『魂』（2000年 - 2001年）
2. ↑  第1期（2004年 - 2005年）、第2期『Max Heart』（2005年 - 2006年）
3. ↑  第3シリーズ『Stream』（2005年）、第4シリーズ『BEAST』（2005年 - 2006年）、第5シリーズ『BEAST+』（2006年）
4. ↑  第1期（2006年 - 2007年）、第2期（2007年）
5. ↑  『Yes!プリキュア5』（2007年 - 2008年）、続編『Yes!プリキュア5GoGo!』（2008年 - 2009年）
6. ↑  第一幕（2007年）、第二幕（2008年）
7. ↑  第1期（2012年）、第2期『戀』（2014年）